# Erucastrum griquense
Erucastrum griquense är en korsblommig växtart som först beskrevs av Nicholas Edward Brown, och fick sitt nu gällande namn av Otto Eugen Schulz. Erucastrum griquense ingår i släktet kålsenaper, och familjen korsblommiga växter. Inga underarter finns listade i Catalogue of Life.